# Grabenhorn (bergstopp i Schweiz)
Grabenhorn är en bergstopp i Schweiz.   Den ligger i distriktet Visp och kantonen Valais, i den södra delen av landet, 100 km söder om huvudstaden Bern. Toppen på Grabenhorn är 3 372 meter över havet, eller 46 meter över den omgivande terrängen. Bredden vid basen är 0,20 km.
Terrängen runt Grabenhorn är mycket bergig. Närmaste större samhälle är Zermatt, 9,7 km sydväst om Grabenhorn. 
Trakten runt Grabenhorn består i huvudsak av gräsmarker. Runt Grabenhorn är det glesbefolkat, med 19 invånare per kvadratkilometer.